# Villa Hermosa, Tecoanapa
Villahermosa (olika betydelser) är en ort i Mexiko.   Den ligger i kommunen Tecoanapa och delstaten Guerrero, i den södra delen av landet, 280 km söder om huvudstaden Mexico City. Villahermosa (olika betydelser) ligger 762 meter över havet och antalet invånare är 1 358.
Terrängen runt Villahermosa (olika betydelser) är huvudsakligen kuperad. Villahermosa (olika betydelser) ligger uppe på en höjd. Runt Villahermosa (olika betydelser) är det ganska glesbefolkat, med 34 invånare per kvadratkilometer. Närmaste större samhälle är San Marcos, 16,9 km söder om Villahermosa (olika betydelser). Omgivningarna runt Villahermosa (olika betydelser) är en mosaik av jordbruksmark och naturlig växtlighet.